# Jörg Siebenhandl
 (juin 2021).
Jörg Siebenhandl est un footballeur autrichien, né le 28 janvier 1990 à Vienne. Il évolue au poste de gardien de but au LASK.

## Palmarès
- Coupe d'Autriche : 2018

## Statistiques
| Saison    | Club                           | Pays                    | Championnat       | Coupes nationales | Coupes d'Europe | Autriche |
| --------- | ------------------------------ | ----------------------- | ----------------- | ----------------- | --------------- | -------- |
| 2008-2009 | SV Wienerberg (prêt)           | Regionalliga Mitte (D3) | 2 matchs          | -                 | -               | -        |
| 2010-2011 | Wiener Neustadt                | Bundesliga              | 1 match           | -                 | -               | -        |
| 2010-2011 | SC Columbia Floridsdorf (prêt) | Regionalliga Mitte (D3) | 30 matchs         | -                 | -               | -        |
| 2011-2012 | Wiener Neustadt                | Bundesliga              | 34 matchs / 1 but | -                 | -               | -        |
| 2012-2013 | Wiener Neustadt                | Bundesliga              | 6 matchs          | 1 match           | -               | -        |

Dernière mise à jour le 28 août 2012